# 馬木留克蘇丹國
（羅馬化：Sal°ṭanaẗu ʾal°Mamaʾliyki）是一個於13世紀中（1250）至16世紀初（1517）統治埃及、黎凡特、汉志的國家，又称马穆鲁克埃及或马穆鲁克王朝。其国家历史可分為前後二期（以这些统治帝国的种族和军团来命名）：前期被称為巴赫里时期（1250-1382），後期被称為布尔吉时期（1382–1517）。帝国前期主要由突厥人掌控，自1382年后由切尔克斯人开始占据主导地位。

## 历史

### 巴赫里王朝时期
随着阿尤布王朝的衰落以及部分马穆鲁克军事奴隶们的地位逐渐提升，马穆鲁克们逐渐不满足于当前作为奴隶的现状。在阿尤布苏丹萨利赫·阿尤布（1240-1249年在位）逝世后，1250年，马穆鲁克从他的继任者手中篡夺了权力。此后，马穆鲁克进入了扩张的爆发期：1260年，苏丹忽秃思与拜巴爾乘戰勝十字軍的餘威，自立為王，通过阿音札鲁特战役将蒙古帝国击溃，阻止了蒙古人继续南侵，并把敘利亞併入帝国。然后，他们通过征服或获得了对阿尤布王朝的叙利亚公国的宗主权。到13世纪末，通过苏丹拜巴爾、嘉拉溫（1279-1290年在位）和阿什拉夫·哈利勒（1290-1293年在位）的努力，帝国征服了十字军国家，使疆域扩展到努比亚，昔兰尼加，汉志和安納托利亞南部。随后，在納西爾·穆罕默德（1293-1294年,1299-1309年,1310-1341年在位）的三次统治期间，帝国保持了长期的稳定和繁荣，但在他儿子继承所导致的内乱后，苏丹的实权被转移到了高级埃米尔手中。

### 布尔吉王朝时期
1390年，埃米尔巴爾庫克推翻了在位苏丹，开启了布爾吉王朝的时代。但在外国入侵、部落叛乱和自然灾害等一系列内忧外患的影响下，整个帝国的权威在他的继任者的领导下受到侵蚀，帝国陷入了长期的财政困境。后在苏丹巴爾斯拜統治期間透過垄断与欧洲的贸易和对农村的税收考察逐步恢復國庫。巴爾斯拜死後，多個將領先後爭奪蘇丹之位，三十年間就出現了九位蘇丹，直到奎特拜即位後政局才逐漸穩定。奎特拜在位後期與鄂圖曼帝國爆發戰爭，使馬木留克國力嚴重損耗，最終馬木留克於1517年被鄂圖曼帝國滅亡。

## 政治
马穆鲁克军团是由各地雇得的傭兵組成，主要是欽察人，偶爾也有希臘人、斯拉夫人、庫爾德人，甚至与西歐的拉丁人。其中，大多數士兵完全不懂阿拉伯語。因此马穆鲁克王朝为一個二元政府。

### 傳位方式
前期传位方式是世襲。自1383年，帝国开始由勢力最大的將軍出任蘇丹。就像德里蘇丹國。

## 灭亡
1517年，最後一位馬穆魯克蘇丹圖曼貝伊二世在里達尼亞戰役中因不願投降，被鄂圖曼帝國蘇丹塞利姆一世殺死，馬木路克王朝滅亡。

## 参見
- 马穆鲁克